# Xã Palestine, Quận Bradley, Arkansas
Xã Palestine (tiếng Anh: Palestine Township) là một xã thuộc quận Bradley, tiểu bang Arkansas, Hoa Kỳ. Năm 2010, dân số của xã này là 274 người.